# ちほ
ちほ、もしくはちほP、buchiko（9月1日 -）は、日本のイラストレーター。北海道出身、東京都在住。

## 来歴
2008年頃からインターネット上でVOCALOID楽曲へのイラスト提供を中心として活動。2010年1月26日リリースEXIT TUNES PRESENTS Vocalolegend feat.初音ミクにて冨田悠斗（とみー / T-POCKET） feat. 初音ミク「1925」のイラスト、2010年9月15日リリースEXIT TUNES PRESENTS Vocaloanthems feat.初音ミクにてJunky feat. 鏡音リン「メランコリック」のイラストなどを手掛ける。2011年1月26日にはちほのプロデュースによるミュージックイラスト集『未来コココンピィ』を発売した。2011年3月9日にはジャケットイラストを担当したMizcaによる「1925」のカバーシングルが発売された。

## 作品
- 2009年
  - 『pixiv年間2009』掲載（エンターブレイン）
  - 『SAIペイント完全ガイド』講座掲載（アスペクト）
- 2010年
  - 『EXIT TUNES PRESENTS Vocalolegend feat.初音ミク』「1925」イラスト提供（EXIT TUNES）
    - WonderGOO特典「メランコリック」描き下ろし下敷 イラスト提供

  - 『EXIT TUNES PRESENTS Vocaloanthems feat.初音ミク』「メランコリック」イラスト提供（EXIT TUNES）
  - 『初音ミクGraphics VOCALOID ART & COMIC』イラスト掲載（角川書店）
  - 『初音ミク -Project DIVA-』「ZIGG-ZAGG」イラスト・ロゴ提供（セガ）
  - 「初音ミクフェア 3rd Anniversary」ポストカード イラスト提供（アニメイト）
  - 「初音ミク×アットゲームズタイアップキャンペーン」 1925アバター衣装監修（ジークレスト）
  - 『Collabo×collection』初音ミクiPhoneカバーデザイン（アメイズメント）
  - 『ボーカロイド名曲100選』表紙イラスト提供（ブティック社）
  - 「1925 Tシャツ」イラスト提供（コスパ）
  - 『廃線』旅付属DVDメニューイラスト提供（講談社）
  - 『初音ミク -Project DIVA-Arcade』スキンデザイン提供（セガ）
- 2011年
  - 『未来コココンピィ』（ティー ワイ エンタテインメント、2011年1月26日発売）
    - ちほがプロデュースするコンピレーションCD付きイラスト集。

  - 「1925」Mizcaの「1925」カバーシングルジャケットイラスト（2011年3月9日、日本クラウン）
  - 『EXIT TUNES PRESENTS Vocalonation feat.初音ミク』ショートPV制作（EXIT TUNES）
  - 「CDジャーナル」イラスト掲載（宝島社）
  - 「ポップザ初音ミク☆」イラスト掲載（宝島社）
  - 『ガオポン！不思議ナゾトキ迷走日記』表紙イラスト(スマートフォン)（エムティーアイ）
  - 『CV ILLUSTRATIONS 02 ORBITAL SOUNDS』中表紙イラスト（ピクシブ）
  - 『悪ノ間奏曲』イラスト提供（PHP研究所）
  - 『初音ミクGraphics Character Collection CV01』イラスト提供（角川書店）
  - 「ユートピア展」イラスト提供（セルプロモート）
- 2012年
  - 『初音ミク and Future Stars Project mirai』コスチュームデザイン（セガ）
  - 「MIKU×Chiho×earth」（earth music & ecology）
    - 「earth music & ecology」の展開する「アース ミュージック&エコロジー ジャパンレーベル」の第一弾として、ちほにより描かれた初音ミクをイメージしたイラストをもとに、商品を展開[2]。

  - 『きたまえ↑ 札幌☆マンガ・アニメフェスティバル』公式イメージキャラクター「たまえ」キャラクターデザイン
- 2016年
  - earth music&ecology Japan Labelコラボレーション第2弾
  - pixivノベル「となりの魔王 到来編」イラスト
- 2024年
  - 『ポケモン feat. 初音ミク Project VOLTAGE High↑』鏡音リン（でんき）デザイン